# 中国（北京）自由贸易试验区
中国（北京）自由贸易试验区为于2020年9月21日在中华人民共和国北京市成立的自由贸易试验区。
自贸试验区的实施范围119.68平方公里，涵盖三个片区：科技创新片区31.85平方公里，国际商务服务片区48.34平方公里（含北京天竺综合保税区5.466平方公里），高端产业片区39.49平方公里。

## 历史
2020年9月20日，北京市人民政府副市长杨晋柏汇报北京市自由贸易试验区总体方案，并答记者问。2020年9月21日，国务院正式印发北京自贸区总体方案的通知发布。
2020年9月24日，中国（北京）自由贸易试验区正式揭牌。

## 区域功能
依据北京自贸区的总体规划方案，北京自贸区规划为3块功能区域，范围包括科技创新片区、国际商务服务片区和高端产业片区，共计119.68平方公里，约占北京市总面积的1/137。
- 科技创新片区共31.85平方公里，包括中关村科学城21.59平方公里和北京生命科学园周边可利用产业空间10.26平方公里。
- 国际商务服务片区共48.34平方公里，包括首都国际机场周边可利用产业空间28.5平方公里，北京CBD4.96平方公里，金盏国际合作服务区2.96平方公里，以及城市副中心运河商务区和张家湾设计小镇周边可利用产业空间10.87平方公里。
- 高端产业片区共39.49平方公里，包括大兴国际机场西侧可利用产业空间10.36平方公里和北京经济技术开发区27.83平方公里[3]。